# 巴薩拉比總體
巴薩拉比總體（Basarabi Cave Complex）位於穆法特拉康斯坦察縣，羅馬尼亞附近一座中世紀的基督教修道院。該建築群是10世紀保加利亞普遍存在的修道院現象的遺跡。其中牆上刻有許多銘文——2個是希臘字母，2個是使用格拉哥裡字母的古斯拉夫語（保加利亞語），還有 30 多個使用西里爾字母。